# 哈德逊城市广场10号
哈德逊城市广场10号（英語：10 Hudson Yards）是一座位于美國紐約曼哈頓西城的在建办公楼，為哈德逊城市广场的一部分。在2013年11月前，其以南楼的名字出现。由于蔻驰公司是其主要租户，因此该大楼又被称为蔻驰大厦。
2016年8月3日安聯保險 以4.2億美元(32.76億港元)現金，和承擔12億美元按揭，合共斥資21.5億美元向蔻馳公司 和科威特投資局 購入哈德逊城市广场10号44%股權